# Тересполь (станция)
Тересполь (пол. Terespol) — пассажирская и грузовая железнодорожная станция в городе Тересполь, в Люблинском воеводстве Польши. Имеет три платформы и пять путей.
Станция расположена на международной железнодорожной линии Варшава-Центральная — Тересполь — Брест-Центральный. На ней находится железнодорожный пограничный переход Тересполь—Брест на белорусско-польской границе.
Здесь начинается путь колеи 1520 мм в грузовом парке и идёт до Бреста Центрального и Бреста Северного. Здесь пограничный контроль. Отсюда идут пригородные электрички EN57 со стороны Варшавы. Конечная для пригородных из Польши. На станции много грузовых путей со стороны Варшавы.